# Procleomenes nanulus
Procleomenes nanulus là một loài bọ cánh cứng trong họ Cerambycidae.